# Halozetes bathamae
Halozetes bathamae is een mijtensoort uit de familie van de Ameronothridae. De wetenschappelijke naam van de soort is voor het eerst geldig gepubliceerd in 1984 door Luxton.